# شتودينكولج
شتودينكولِج (بالألمانية: Studienkolleg، جمع: شتودينكولِجس Studienkollegs)، (متعارف عليه عربيًا باسم: سنة تحضيرية) مؤسسات تعليمية يتم فيها تحضير الطلاب الراغبين بالدراسة في إحدى الجامعات الألمانية الذين يملكون شهادات إتمام المرحلة الثانوية من بلاد أجنبية لم يتم الاعتراف بمكافئتها للشهادة الثانوية الألمانية. توجد هذه المؤسسات بشكل تابع للحكومة في غالب مدن ألمانيا، كما تتوفر في بعض المدن مؤسسات تعود ملكيتها لجهات خاصة.
عادة يكون طلاب السنة التحضيرية شتودينكولِج طلابًا مُسجَلينَ في الجامعة التي توجد في نفس المدينة. الجهة المسؤولة عن البتّ فيما إذا كان على الطالب الأجنبي إتمام هذه السنة التحضيرية قبل البدء بالدراسة الجامعية أم يحق له البدء بالدراسة الجامعية مباشرة هي مكتب الاعتراف بالشهادات التابع للجامعة (أو جهة مشابهة). الدراسة خلال السنة التحضيرية مجانية، الرسوم التي يجب دفعها هي فقط الرسوم الخاصة بمكتب شؤون الطلاب التابع للجامعة، بينما المؤسسات التابعة لجهات خاصة تفرض عادة رسومًا دراسية تختلف من جهة لأخرى.

## التعليم
يتم إعداد الطلاب للدراسة الجامعية في دورة تتألف من فصلين، في الغالب تتوفر 4 أو 5 اختصاصات أو أنواع من هذه الدورات:
1. G-Kurs وهي للطلاب الراغبين بدراسة الفروع المتعلقة بالعلوم الروحية.
2. W-Kurs للفروع المتعلقة بالاقتصاد.
3. M-Kurs للفروع الطبية.
4. T-Kurs للفروع التقنية.
5. S-Kurs لدراسة علوم اللغة. تكون مادة اللغة الألمانية مادة إلزامية في جميع الدورات كما تكون الدراسة باللغة الألمانية في باقي المواد (على سبيل المثال: مادة التاريخ في G-Kurs، مادتي إدارة الأعمال وعلم الاقتصاد في W-Kurs، مواد علم الأحياء أو الكيمياء أو الكيمياء الحيوية في M-Kurs، مادة الرياضيات في T-Kurs ومادة اللغة الإنجليزية في S-Kurs). بالإضافة لذلك يتعلم الطلاب مهارات أساسية مفيدة لهم في دراستهم الجامعية، مثل العمل مع مصادر النصوص، كتابة نصوص تحليلية أو ملخصات لندوات، عمل عروض تقديمية للنتائج وتدوين الملاحظات بشكل منظم أثناء المحاضرات.

## شروط القبول
يجب أن يمتلك الطلاب عند بداية التحاقهم بالسنة التحضيرية مستوى جيد في اللغة الألمانية (مستوى B1 إلى B2 مطابق للإطار الأوروبي المرجعي العام للغات). لا توفر المؤسسات التعليمية «شتودينكولِج» أي دورات لغة ألمانية للمبتدئين. تُشتَرط المعرفة الجيدة بالرياضيات من أجل الدورات التقنية T-Kurs. في بعض المؤسسات «شتودينكولِج» تُشتَرط المعرفة باللغة الإنجليزية لكل الأنواع. غالبًا يُجرى امتحان قبول لاختبار توافر هذه الشروط عند الطالب. توفر بعض المعاهد الخاصة دورات تحضيرية لهذا الامتحان.

## الشهادة
يقوم الطلاب بعد انتهاء الفصلين بإجراء الامتحان النهائي (بالألمانية: Feststellungsprüfung) والذي يتم من خلاله التحقق من أن الطالب يمتلك المستوى العلمي المطابق لمستوى الثانوية الألمانية. في مادة اللغة الألمانية يجب على الطلاب إثبات امتلاكهم لمستوى B2+ إلى C1 (وفقًا لنوع الدورة). يتقدم الطلاب بعد النجاح في الامتحان النهائي Feststellungsprüfung إلى الجامعات للحصول على مقعد دراسي. يمكن إجراء الامتحان النهائي بدون الحاجة إلى الدوام خلال الفصلين لكن تحت شروط خاصة.

## وصلات خارجية
- الموقع الرسمي

‌